# Jeg er din
Jeg er din è un film del 2013 diretto da Iram Haq. 
Pellicola drammatica prodotto dalla Norvegia che nei paesi anglosassoni è stata intitolata I Am Yours.

## Trama
(Madre di Mina)
Mina è una donna che ha il desiderio di fare l'attrice, ma è continuamente frustrata dai genitori e dalla presenza del figlio, Felix. La donna, nonostante possa sembrare arrogante e meschina, in realtà ama realmente il figlio e spesso sono gli stessi genitori a farle perdere la pazienza, rinfacciandole i suoi sbagli, tra cui quello di aver perso il suo ex marito, il padre di Felix, per averlo tradito con altri uomini. Tuttavia, Mina ha tantissimi amanti che sono a loro volta fidanzati con altre ragazze.
Mentre Felix passa il pomeriggio con il padre, Mina conosce uno scenografo, Jesper, che si innamora perdutamente della giovane. Stanca delle continue prediche della madre, che la riprende sempre, decide di andare insieme a Felix in Svezia, per vivere insieme a Jesper. La convivenza parte benissimo, tra tanto amore e opportunità, ma col passare del tempo si dirada, incominciando stancare Jasper, che invita i due ad andarsene.
Tornati nel loro paese natale, Felix passa un po' di tempo col padre. La madre di Mina si reca dalla figlia per rivelarle del litigio che ha avuto col padre. Lei la ospita, ma quando i genitori si riappacificano la cacciano di casa, rivelandole di sapere del suo "viaggio" in Svezia e accusandola di essere una prostituta. Mina, esausta, incomincia a rivedere alcuni dei vecchi "amici", che la usano che se fosse un oggetto. Incontra un altro ragazzo, che sembra amarla, ma quando la relazione tra i due sfocia in un rapporto sessuale, la ragazza incomincia a piangere, capendo che mai nessuno l'avrebbe amata. Guardando Felix insieme a suo padre e alla sua nuova compagnia, decide di andarsene dalla città, consapevole che il figlio è al sicuro nelle mani del padre e che non ha bisogno di lei.